# Viejas Arena
La Viejas Arena (precedentemente chiamato Cox Arena) è un palazzetto dello sport di San Diego. Si trova nel campus dell'Università di San Diego. Il nome si riferisce alla compagnia di televisione via cavo Cox Communications, che ne è lo sponsor principale.
È stato costruito nel 1997 al posto di un campo di football americano. Nel 1998 ha ospitato il WCW Bash at the Beach, una manifestazione di wrestling organizzata dalla World Championship Wrestling. Nel 2001 e nel 2006 vi sono stati disputati i primi due turni del torneo maschile della NCAA Division I.
Attualmente ospita le partite casalinghe delle squadre maschile e femminile di pallacanestro dei San Diego State Aztecs e quelle della squadra di football a 8 dei San Diego Shockwave.